# 龙塞科
龙塞科（義大利語：Ronsecco），是意大利韦尔切利省的一个市镇。总面积24平方公里，人口612人，人口密度25.5人/平方公里（2009年）。ISTAT代码为002118。